# أسترالاسيا

أسترالاسيا

أسترالاسيا هي منطقة تقع في المحيط الهادئ وهي إحدى المناطق الأربعة في أوقيانوسيا، تضم كلاً من أستراليا، نيوزيلندا، وبابوا غينيا الجديدة، بالإضافة إلى الجزر المجاورة.
تم استخدام المصطلح أوسترالاسيا بواسطة شارل دو بروس [الإنجليزية] في كتاب Histoire des navigations aux terres australes سنة 1756. هو اشتق الاسم من اللاتينية لجنوب آسيا, وميّز المنطقة من بولنيسيا (إلى الشرق) وجنوب شرق المحيط (ماغلانيسيا). وهو أيضاً واضح من مايكرونيزيا (إلى الشمال الشرقي).

## الجغرافيا
تقع أسترالاسيا في الصفيحة الإندو-أسترالية مع الهند.

## الرياضة

علم فريق أسترالاسيا في الألعاب الأوليمبية

في الألعاب الأوليمبية الصيفية سنتي 1908 و1912، لعب فريق في الأوليمبياد يدعى «أسترالاسيا» بدلا عن فريقي أستراليا ونيوزيلندا، وكان فريقًا ممزوجًا من رياضيين أستراليين ونيوزيلنديين. ربح الفريق في مجموع ألعابه 3 ميداليات ذهبية، 4 ميداليات فضية، و5 ميداليات برونزية، بمجموع 12 ميدالية 8 منها في رياضة السباحة.
رغم كون أستراليا تقع داخل أسترالاسيا وأوقيانوسيا، إلا أن منتخبها الوطني لكرة القدم ليس عضوًا في منظمة أوقيانوسيا لكرة القدم، بل في الاتحاد الآسيوي. ترك الاتحاد الأسترالي لكرة القدم المنظمة الأوقيانوسية سنة 2006، حيث كانت تصفيات كأس العالم لكرة القدم 2006 في أوقيانوسيا الأولى من نوعها بلا المنتخب الأسترالي.